# トニー・エヴァレディ

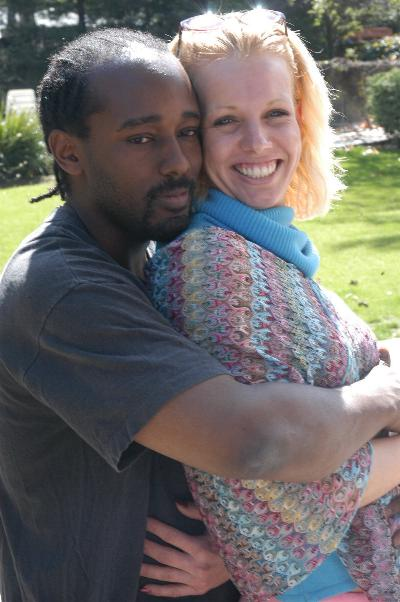
フレディ・エル（右）、トニー・エヴァレディ（左）

トニー・エヴァレディ（Tony Eveready, 1971年3月12日 - ）は、アメリカ合衆国のポルノ俳優。カリフォルニア州リバーサイド出身。